# Mindwise
Mindwise war eine 1999 gegründete deutsche Alternative-Rockband aus Burgdorf bei Hannover. 2017 wurde ein letzter Auftritt gespielt und danach die Trennung bekannt gegeben.

## Geschichte
Gegründet wurde die Band im Jahre 1999 von Sänger Crossi und dem Bassisten Hugo Virkus. Seit der Gründung entstanden drei Demo-CDs, die schlussendlich zu einem ersten Plattendeal mit Eat the Beat Records führten. Das von Guido Lucas in dessen bluBox-Studio produzierte Debüt Why Start Breathing? erschien im Sommer 2004.
Im Frühjahr 2005 wurde das Debüt im Vertrieb von Roadrunner Records nochmals neu veröffentlicht. Der kommerzielle Erfolg blieb aber trotz Supportshows für u. a. Exilia, Letzte Instanz und Strung Out aus.
Das Nachfolgealbum After All wurde zwischen 2006 und 2008 aufgenommen und von Henning Rümenapp (Guano Apes) und Frank Bornemann im Hannoveraner Horus Sound Studio co-produziert. Es erschien am 9. Oktober 2009 auf dem Label 7hard im Vertrieb von H’Art. 2013 folgte das von Carsten Collenbusch produzierte Album The Midnight Spiral.

## Diskografie

### Alben und EPs
- 1999: Mindwise EP (Demo)
- 2001: Wrong (Demo, Finestnoise Records)
- 2003: Suit Myself (Demo, Finestnoise Records)
- 2004: Why Start Breathing? (ETB/Roadrunner)
- 2009: After All (7hard/H’Art)
- 2013: The Midnight Spiral (Finestnoise Records)

### Singles
- 2004: Fake (ETB/Roadrunner)
- 2005: Nothing (ETB/Roadrunner)